# Liste des sites Natura 2000 de l'Yonne
Cet article recense les sites Natura 2000 de l'Yonne, en France.

## Statistiques
L'Yonne compte 15 sites classés Natura 2000. 14 bénéficient d'un classement comme site d'intérêt communautaire (SIC), 1 comme zone de protection spéciale (ZPS).

## Liste
| Site | Type | Superficie (ha) | Fiche     | Coordonnées                      | Photo |
| --- | ---- | --------------- | --------- | -------------------------------- | ----- |
| Cavités à chauves-souris en Bourgogne                                                                                | SIC  | +01 801,        | FR2600975 | 46° 52′ 36″ nord, 4° 39′ 51″ est |       |
| Éboulis calcaires de la vallée de l'Armançon                                                                         | SIC  | +00219,         | FR2601004 | 47° 52′ 20″ nord, 4° 03′ 03″ est |       |
| Étangs oligotrophes à littorelles de Puisaye, à bordures paratourbeuses et landes                                    | SIC  | +00473,         | FR2601011 | 47° 37′ 42″ nord, 3° 00′ 18″ est |       |
| Forêts riveraines et de ravins, corniches, prairies humides de la vallée de la Cure et du Cousin dans le Nord Morvan | SIC  | +04 138,        | FR2600983 | 47° 25′ 41″ nord, 3° 47′ 05″ est |       |
| Gîtes et habitats à chauves-souris en Bourgogne                                                                      | SIC  | +63 405,        | FR2601012 | 47° 25′ 52″ nord, 4° 36′ 49″ est |       |
| Landes et gâtines de Puisaye                                                                                         | SIC  | +00093,         | FR2601009 | 47° 34′ 14″ nord, 3° 08′ 21″ est |       |
| Landes et tourbière du bois de la Biche                                                                              | SIC  | +00339,         | FR2600990 | 47° 51′ 31″ nord, 3° 29′ 10″ est |       |
| Marais alcalin et prairies humides de Baon                                                                           | SIC  | +00017,         | FR2600996 | 47° 51′ 27″ nord, 4° 06′ 42″ est |       |
| Pelouses associées aux milieux forestiers des plateaux de Basse Bourgogne                                            | SIC  | +01 777,        | FR2600962 | 47° 39′ 46″ nord, 3° 35′ 29″ est |       |
| Pelouses et forêts calcicoles des coteaux de la Cure et de l'Yonne en amont de Vincelles                             | SIC  | +01 568,        | FR2600974 | 47° 35′ 14″ nord, 3° 45′ 55″ est |       |
| Pelouses sèches à orchidées sur craie de l'Yonne                                                                     | SIC  | +00279,         | FR2601005 | 48° 11′ 57″ nord, 3° 27′ 07″ est |       |
| Ruisseaux à écrevisses du bassin de l'Yonne amont                                                                    | SIC  | +00592,         | FR2600987 | 47° 16′ 04″ nord, 3° 59′ 10″ est |       |
| Ruisseaux patrimoniaux et milieux tourbeux et paratourbeux de la haute vallée du Cousin                              | SIC  | +01 502,        | FR2600992 | 47° 17′ 52″ nord, 4° 07′ 33″ est |       |
| Tourbières, marais et forêts alluviales de la vallée du Branlin                                                      | SIC  | +00047,         | FR2600991 | 47° 39′ 40″ nord, 3° 13′ 41″ est |       |
| Étang de Galetas | ZPS  | +00631,         | FR2612008 | 48° 06′ 00″ nord, 3° 02′ 00″ est |       |